# Elezioni comunali in Calabria del 2019
Le elezioni comunali in Calabria del 2019 si tennero il 26 maggio (con ballottaggio il 9 giugno).

## Provincia di Catanzaro

### Lamezia Terme
| Candidati                       | Candidati                | II turno             | II turno          | I turno | I turno | Liste                               | Voti   | %     | Seggi |
| Candidati                       | Candidati                | Voti                 | %                 | Voti    | %       | Liste                               | Voti   | %     | Seggi |
| ------------------------------- | ------------------------ | -------------------- | ----------------- | ------- | ------- | ----------------------------------- | ------ | ----- | ----- |
|                                 | Paolo Mascaro ✔️ Sindaco | 12 317               | 68,90             | 12 736  | 38,96   | Assieme Mascaro Sindaco             | 5 857  | 19,07 | 8     |
| Orgoglio Lamezia                | Paolo Mascaro ✔️ Sindaco | 12 317               | 68,90             | 12 736  | 38,96   | 4 699                               | 15,30  | 7     |       |
|                                 | Ruggero Pegna            | 5 560                | 31,10             | 7 477   | 22,87   | Forza Italia                        | 3 562  | 11,60 | 2     |
| Fratelli d'Italia               | Ruggero Pegna            | 5 560                | 31,10             | 7 477   | 22,87   | 3 552                               | 11,56  | 2     |       |
| Unione di Centro                | Ruggero Pegna            | 5 560                | 31,10             | 7 477   | 22,87   | 1 384                               | 4,51   | –     |       |
| Seggio di coalizione            | Seggio di coalizione     | Seggio di coalizione | 31,10             | 7 477   | 22,87   | 1                                   |        |       |       |
|                                 | Eugenio Guarascio        | Eugenio Guarascio    | Eugenio Guarascio | 5 722   | 17,50   | Partito Democratico                 | 3 641  | 11,85 | 1     |
| Guarascio Sindaco               | Eugenio Guarascio        | Eugenio Guarascio    | Eugenio Guarascio | 5 722   | 17,50   | 2 367                               | 7,71   | 1     |       |
| Seggio di coalizione            | Seggio di coalizione     | Seggio di coalizione | Eugenio Guarascio | 5 722   | 17,50   | 1                                   |        |       |       |
|                                 | Rosario Piccioni         | Rosario Piccioni     | Rosario Piccioni  | 3 509   | 10,73   | Lamezia Bene Comune                 | 1 653  | 5,38  | 1     |
| Lamezia Insieme                 | Rosario Piccioni         | Rosario Piccioni     | Rosario Piccioni  | 3 509   | 10,73   | 1 187                               | 3,86   | –     |       |
| Seggio di coalizione            | Seggio di coalizione     | Seggio di coalizione | Rosario Piccioni  | 3 509   | 10,73   | 1                                   |        |       |       |
|                                 | Massimo Cristiano        | Massimo Cristiano    | Massimo Cristiano | 1 743   | 5,33    | La Svolta Massimo Cristiano Sindaco | 1 149  | 3,74  | –     |
| Nuova Lamezia Cristiano Sindaco | Massimo Cristiano        | Massimo Cristiano    | Massimo Cristiano | 1 743   | 5,33    | 349                                 | 1,14   | –     |       |
|                                 | Silvio Zizza             | Silvio Zizza         | Silvio Zizza      | 1 507   | 4,61    | Movimento 5 Stelle                  | 1 319  | 4,29  | –     |
| Totale                          | Totale                   | 17 877               | 100               | 32 694  | 100     |                                     | 30 719 | 100   | 24    |
|                                 |                          |                      |                   |         |         |                                     |        |       |       |
| Fonte: Ministero dell'interno   |                          |                      |                   |         |         |                                     |        |       |       |

## Provincia di Cosenza

### Cassano all'Ionio
|                               | Giovanni Papasso ✔️ Sindaco | 5 385                | 56,84 | La rinascita    | 1 867 | 20,57 | 4  |  |  |
| Per amore di Cassano          | Giovanni Papasso ✔️ Sindaco | 5 385                | 56,84 | 1 661           | 18,30 | 3     |    |  |  |
| La mongolfiera                | Giovanni Papasso ✔️ Sindaco | 5 385                | 56,84 | 1 604           | 17,67 | 3     |    |  |  |
|                               | Francesco Lombardi          | 4 089                | 43,16 | Futuro prossimo | 1 317 | 14,51 | 2  |  |  |
| Uniti per unire               | Francesco Lombardi          | 4 089                | 43,16 | 1 138           | 12,54 | 1     |    |  |  |
| Lista civicamente             | Francesco Lombardi          | 4 089                | 43,16 | 787             | 8,67  | 1     |    |  |  |
| Polis nea                     | Francesco Lombardi          | 4 089                | 43,16 | 704             | 7,76  | 1     |    |  |  |
| Seggio di coalizione          | Seggio di coalizione        | Seggio di coalizione | 43,16 | 1               |       |       |    |  |  |
| Totale                        | Totale                      | 9 474                | 100   |                 | 9 078 | 100   | 16 |  |  |
|                               |                             |                      |       |                 |       |       |    |  |  |
| Fonte: Ministero dell'interno |                             |                      |       |                 |       |       |    |  |  |

### Corigliano-Rossano
| Candidati                     | Candidati               | II turno             | II turno        | I turno | I turno | Liste                            | Voti   | %     | Seggi |
| Candidati                     | Candidati               | Voti                 | %               | Voti    | %       | Liste                            | Voti   | %     | Seggi |
| ----------------------------- | ----------------------- | -------------------- | --------------- | ------- | ------- | -------------------------------- | ------ | ----- | ----- |
|                               | Flavio Stasi ✔️ Sindaco | 23 023               | 72,56           | 16 958  | 40,77   | Corigliano-Rossano Pulita        | 3 385  | 8,46  | 5     |
| Uniti per Stasi Sindaco       | Flavio Stasi ✔️ Sindaco | 23 023               | 72,56           | 16 958  | 40,77   | 2 584                            | 6,46   | 4     |       |
| Corigliano Rossano Domani     | Flavio Stasi ✔️ Sindaco | 23 023               | 72,56           | 16 958  | 40,77   | 2 547                            | 6,37   | 3     |       |
| #Corigliano Rossano Futura    | Flavio Stasi ✔️ Sindaco | 23 023               | 72,56           | 16 958  | 40,77   | 2 145                            | 5,36   | 3     |       |
| Città in Comune               | Flavio Stasi ✔️ Sindaco | 23 023               | 72,56           | 16 958  | 40,77   | 602                              | 1,51   | –     |       |
|                               | Giuseppe Graziano       | 7 109                | 22,41           | 12 953  | 31,14   | Il Coraggio di Cambiare l'Italia | 4 000  | 10,00 | 2     |
| Lega                          | Giuseppe Graziano       | 7 109                | 22,41           | 12 953  | 31,14   | 2 181                            | 5,45   | 1     |       |
| Giuseppe Graziano Sindaco     | Giuseppe Graziano       | 7 109                | 22,41           | 12 953  | 31,14   | 2 084                            | 5,21   | 1     |       |
| Fratelli d'Italia             | Giuseppe Graziano       | 7 109                | 22,41           | 12 953  | 31,14   | 1 857                            | 4,64   | –     |       |
| Insieme                       | Giuseppe Graziano       | 7 109                | 22,41           | 12 953  | 31,14   | 1 104                            | 2,76   | –     |       |
| Alternativa Democratica       | Giuseppe Graziano       | 7 109                | 22,41           | 12 953  | 31,14   | 1 092                            | 2,73   | –     |       |
| Coro di Moderati              | Giuseppe Graziano       | 7 109                | 22,41           | 12 953  | 31,14   | 1 088                            | 2,72   | –     |       |
| Direzione Corigliano Rossano  | Giuseppe Graziano       | 7 109                | 22,41           | 12 953  | 31,14   | 1 069                            | 2,67   | –     |       |
| Comitato Corigliano Rossano   | Giuseppe Graziano       | 7 109                | 22,41           | 12 953  | 31,14   | 437                              | 1,09   | –     |       |
| Progetto Comune               | Giuseppe Graziano       | 7 109                | 22,41           | 12 953  | 31,14   | 402                              | 1,01   | –     |       |
| Civica Corigliano-Rossano     | Giuseppe Graziano       | 7 109                | 22,41           | 12 953  | 31,14   | 386                              | 0,97   | –     |       |
| Voltare Pagina                | Giuseppe Graziano       | 7 109                | 22,41           | 12 953  | 31,14   | 362                              | 0,91   | –     |       |
| Volare Alto                   | Giuseppe Graziano       | 7 109                | 22,41           | 12 953  | 31,14   | 333                              | 0,83   | –     |       |
| Seggio di coalizione          | Seggio di coalizione    | Seggio di coalizione | 22,41           | 12 953  | 31,14   | 1                                |        |       |       |
|                               | Luigi Promenzio         | Luigi Promenzio      | Luigi Promenzio | 11 679  | 28,08   | Fiori d'Arancio                  | 2 753  | 6,88  | 1     |
| Democratici                   | Luigi Promenzio         | Luigi Promenzio      | Luigi Promenzio | 11 679  | 28,08   | 2 276                            | 5,69   | 1     |       |
| Gente di Mare                 | Luigi Promenzio         | Luigi Promenzio      | Luigi Promenzio | 11 679  | 28,08   | 2 006                            | 5,02   | 1     |       |
| Città Positiva                | Luigi Promenzio         | Luigi Promenzio      | Luigi Promenzio | 11 679  | 28,08   | 1 769                            | 4,42   | –     |       |
| Città Nuova                   | Luigi Promenzio         | Luigi Promenzio      | Luigi Promenzio | 11 679  | 28,08   | 1 463                            | 3,66   | –     |       |
| Idea Futuro                   | Luigi Promenzio         | Luigi Promenzio      | Luigi Promenzio | 11 679  | 28,08   | 831                              | 2,08   | –     |       |
| Identità Comune               | Luigi Promenzio         | Luigi Promenzio      | Luigi Promenzio | 11 679  | 28,08   | 492                              | 1,23   | –     |       |
| Promenzio Sindaco             | Luigi Promenzio         | Luigi Promenzio      | Luigi Promenzio | 11 679  | 28,08   | 393                              | 0,98   | –     |       |
| La Bellezza e le Regole       | Luigi Promenzio         | Luigi Promenzio      | Luigi Promenzio | 11 679  | 28,08   | 349                              | 0,87   | –     |       |
| Seggio di coalizione          | Seggio di coalizione    | Seggio di coalizione | Luigi Promenzio | 11 679  | 28,08   | 1                                |        |       |       |
| Totale                        | Totale                  | 31 729               | 100             | 41 590  | 100     |                                  | 39 990 | 100   | 24    |
|                               |                         |                      |                 |         |         |                                  |        |       |       |
| Fonte: Ministero dell'interno |                         |                      |                 |         |         |                                  |        |       |       |

### Montalto Uffugo
| Candidati                           | Candidati                    | II turno             | II turno       | I turno | I turno | Liste                           | Voti   | %    | Seggi |
| Candidati                           | Candidati                    | Voti                 | %              | Voti    | %       | Liste                           | Voti   | %    | Seggi |
| ----------------------------------- | ---------------------------- | -------------------- | -------------- | ------- | ------- | ------------------------------- | ------ | ---- | ----- |
|                                     | Pietro Caracciolo ✔️ Sindaco | 6 336                | 63,72          | 6 138   | 49,17   | Pietro Caracciolo Sindaco       | 1 177  | 9,66 | 2     |
| Linea Comune                        | Pietro Caracciolo ✔️ Sindaco | 6 336                | 63,72          | 6 138   | 49,17   | 1 097                           | 9,00   | 2    |       |
| Progetto Montalto                   | Pietro Caracciolo ✔️ Sindaco | 6 336                | 63,72          | 6 138   | 49,17   | 971                             | 7,97   | 2    |       |
| Prospettiva Futura                  | Pietro Caracciolo ✔️ Sindaco | 6 336                | 63,72          | 6 138   | 49,17   | 613                             | 5,03   | 1    |       |
| Grande Montalto                     | Pietro Caracciolo ✔️ Sindaco | 6 336                | 63,72          | 6 138   | 49,17   | 589                             | 4,83   | 1    |       |
| Per Montalto                        | Pietro Caracciolo ✔️ Sindaco | 6 336                | 63,72          | 6 138   | 49,17   | 530                             | 4,35   | 1    |       |
| Azione in Comune                    | Pietro Caracciolo ✔️ Sindaco | 6 336                | 63,72          | 6 138   | 49,17   | 396                             | 3,25   | 1    |       |
| Democrazia Civica                   | Pietro Caracciolo ✔️ Sindaco | 6 336                | 63,72          | 6 138   | 49,17   | 380                             | 3,12   | –    |       |
| Movimento Popolare Lavoro e Dignità | Pietro Caracciolo ✔️ Sindaco | 6 336                | 63,72          | 6 138   | 49,17   | 86                              | 0,71   | –    |       |
|                                     | Ugo Gravina                  | 3 607                | 36,28          | 3 892   | 31,18   | Moderati per Montalto           | 795    | 6,52 | 1     |
| Agorà                               | Ugo Gravina                  | 3 607                | 36,28          | 3 892   | 31,18   | 654                             | 5,37   | 1    |       |
| Montalto Libera                     | Ugo Gravina                  | 3 607                | 36,28          | 3 892   | 31,18   | 551                             | 4,52   | 1    |       |
| Sud Protagonista                    | Ugo Gravina                  | 3 607                | 36,28          | 3 892   | 31,18   | 545                             | 4,47   | –    |       |
| Insieme per...il Futuro             | Ugo Gravina                  | 3 607                | 36,28          | 3 892   | 31,18   | 472                             | 3,87   | –    |       |
| Movimento Popolare e Progressista   | Ugo Gravina                  | 3 607                | 36,28          | 3 892   | 31,18   | 463                             | 3,80   | –    |       |
| Insieme con il Cuore                | Ugo Gravina                  | 3 607                | 36,28          | 3 892   | 31,18   | 437                             | 3,59   | –    |       |
| Kore la Montalto che Rinasce        | Ugo Gravina                  | 3 607                | 36,28          | 3 892   | 31,18   | 416                             | 3,41   | –    |       |
| Seggio di coalizione                | Seggio di coalizione         | Seggio di coalizione | 36,28          | 3 892   | 31,18   | 1                               |        |      |       |
|                                     | Teresa Lirangi               | Teresa Lirangi       | Teresa Lirangi | 2 454   | 19,66   | Movimento Politico Libera-Mente | 742    | 6,09 | 1     |
| Montalto Terra e Radici             | Teresa Lirangi               | Teresa Lirangi       | Teresa Lirangi | 2 454   | 19,66   | 551                             | 4,52   | –    |       |
| Zona Dem                            | Teresa Lirangi               | Teresa Lirangi       | Teresa Lirangi | 2 454   | 19,66   | 399                             | 3,27   | –    |       |
| Nuovi Percorsi di Cambiamento       | Teresa Lirangi               | Teresa Lirangi       | Teresa Lirangi | 2 454   | 19,66   | 323                             | 2,65   | –    |       |
| Seggio di coalizione                | Seggio di coalizione         | Seggio di coalizione | Teresa Lirangi | 2 454   | 19,66   | 1                               |        |      |       |
| Totale                              | Totale                       | 9 943                | 100            | 12 484  | 100     |                                 | 12 187 | 100  | 16    |
|                                     |                              |                      |                |         |         |                                 |        |      |       |
| Fonte: Ministero dell'interno       |                              |                      |                |         |         |                                 |        |      |       |

### Rende
| Candidati                            | Candidati                 | II turno             | II turno             | I turno | I turno | Liste                         | Voti   | %    | Seggi |
| Candidati                            | Candidati                 | Voti                 | %                    | Voti    | %       | Liste                         | Voti   | %    | Seggi |
| ------------------------------------ | ------------------------- | -------------------- | -------------------- | ------- | ------- | ----------------------------- | ------ | ---- | ----- |
|                                      | Marcello Manna ✔️ Sindaco | 9 217                | 57,13                | 6 870   | 31,46   | Per Comtinuare Insieme        | 1 998  | 9,41 | 4     |
| Forza Rende                          | Marcello Manna ✔️ Sindaco | 9 217                | 57,13                | 6 870   | 31,46   | 1 384                         | 6,52   | 3    |       |
| La Politica che Cambia               | Marcello Manna ✔️ Sindaco | 9 217                | 57,13                | 6 870   | 31,46   | 1 321                         | 6,22   | 3    |       |
| Rende in Movimento                   | Marcello Manna ✔️ Sindaco | 9 217                | 57,13                | 6 870   | 31,46   | 1 223                         | 5,76   | 3    |       |
| Riformisti per Rende                 | Marcello Manna ✔️ Sindaco | 9 217                | 57,13                | 6 870   | 31,46   | 821                           | 3,87   | 2    |       |
| Arintha                              | Marcello Manna ✔️ Sindaco | 9 217                | 57,13                | 6 870   | 31,46   | 372                           | 1,75   | –    |       |
|                                      | Sandro Principe           | 6 917                | 42,87                | 5 784   | 26,48   | Insieme per Rende             | 1 751  | 8,25 | 1     |
| Rende Riformista                     | Sandro Principe           | 6 917                | 42,87                | 5 784   | 26,48   | 1 408                         | 6,63   | 1    |       |
| Rende Avanti                         | Sandro Principe           | 6 917                | 42,87                | 5 784   | 26,48   | 1 174                         | 5,53   | 1    |       |
| L'Italia del Meridione               | Sandro Principe           | 6 917                | 42,87                | 5 784   | 26,48   | 737                           | 3,47   | –    |       |
| Riprendiamoci Rende                  | Sandro Principe           | 6 917                | 42,87                | 5 784   | 26,48   | 306                           | 1,44   | –    |       |
| Seggio di coalizione                 | Seggio di coalizione      | Seggio di coalizione | 42,87                | 5 784   | 26,48   | 1                             |        |      |       |
|                                      | Domenico Talarico         | Domenico Talarico    | Domenico Talarico    | 4 489   | 20,55   | Rende al Centro               | 1 782  | 8,39 | 2     |
| Attiva Rende                         | Domenico Talarico         | Domenico Talarico    | Domenico Talarico    | 4 489   | 20,55   | 1 577                         | 7,43   | 1    |       |
| Rende Smart                          | Domenico Talarico         | Domenico Talarico    | Domenico Talarico    | 4 489   | 20,55   | 714                           | 3,36   | –    |       |
| Città Comune                         | Domenico Talarico         | Domenico Talarico    | Domenico Talarico    | 4 489   | 20,55   | 176                           | 0,83   | –    |       |
| 87036 Rende                          | Domenico Talarico         | Domenico Talarico    | Domenico Talarico    | 4 489   | 20,55   | 117                           | 0,55   | –    |       |
| Rende Libera                         | Domenico Talarico         | Domenico Talarico    | Domenico Talarico    | 4 489   | 20,55   | 101                           | 0,48   | –    |       |
| Seggio di coalizione                 | Seggio di coalizione      | Seggio di coalizione | Domenico Talarico    | 4 489   | 20,55   | 1                             |        |      |       |
|                                      | Massimiliano De Rose      | Massimiliano De Rose | Massimiliano De Rose | 1 831   | 8,38    | Massimiliano De Rose Sindaco  | 908    | 4,28 | –     |
| Oltre-La Terza Rende-Idee in Circolo | Massimiliano De Rose      | Massimiliano De Rose | Massimiliano De Rose | 1 831   | 8,38    | 851                           | 4,01   | –    |       |
| Rende Secondo Te                     | Massimiliano De Rose      | Massimiliano De Rose | Massimiliano De Rose | 1 831   | 8,38    | 55                            | 0,26   | –    |       |
| Seggio di coalizione                 | Seggio di coalizione      | Seggio di coalizione | Massimiliano De Rose | 1 831   | 8,38    | 1                             |        |      |       |
|                                      | Domenico Miceli           | Domenico Miceli      | Domenico Miceli      | 1 093   | 5,00    | Movimento 5 Stelle            | 829    | 3,91 | –     |
|                                      | Sergio Tursi Prato        | Sergio Tursi Prato   | Sergio Tursi Prato   | 788     | 3,61    | Il Coraggio di Cambiare       | 599    | 2,82 | –     |
| Federazione Civica Rendese           | Sergio Tursi Prato        | Sergio Tursi Prato   | Sergio Tursi Prato   | 788     | 3,61    | 281                           | 1,32   | –    |       |
|                                      | Francesco Tenuta          | Francesco Tenuta     | Francesco Tenuta     | 373     | 1,71    | Partito Socialista Italiano   | 229    | 1,08 | –     |
|                                      | Sergio Scalfari           | Sergio Scalfari      | Sergio Scalfari      | 353     | 1,62    | Lega                          | 299    | 1,41 | –     |
|                                      | Eleonora Cafiero          | Eleonora Cafiero     | Eleonora Cafiero     | 259     | 1,19    | Noi Rende-Movimento Sturziano | 215    | 1,01 | –     |
| Totale                               | Totale                    | 16 134               | 100                  | 21 840  | 100     |                               | 21 228 | 100  | 24    |
|                                      |                           |                      |                      |         |         |                               |        |      |       |
| Fonte: Ministero dell'interno        |                           |                      |                      |         |         |                               |        |      |       |

## Provincia di Crotone

### Isola di Capo Rizzuto
| Candidati                     | Candidati                           | II turno             | II turno        | I turno | I turno | Liste                  | Voti  | %     | Seggi |
| Candidati                     | Candidati                           | Voti                 | %               | Voti    | %       | Liste                  | Voti  | %     | Seggi |
| ----------------------------- | ----------------------------------- | -------------------- | --------------- | ------- | ------- | ---------------------- | ----- | ----- | ----- |
|                               | Maria Grazia Vittimberga ✔️ Sindaco | 3 488                | 53,89           | 3 488   | 44,13   | Liberi di ricominciare | 2 370 | 31,19 | 7     |
| Isola C.R. #InRete            | Maria Grazia Vittimberga ✔️ Sindaco | 3 488                | 53,89           | 3 488   | 44,13   | 929                    | 12,23 | 3     |       |
|                               | Maurizio Piscitelli                 | 2 985                | 46,11           | 2 660   | 33,65   | SìAmo futuro           | 2 580 | 33,96 | 3     |
| Seggio di coalizione          | Seggio di coalizione                | Seggio di coalizione | 46,11           | 2 660   | 33,65   | 1                      |       |       |       |
|                               | Raffaele Gareri                     | Raffaele Gareri      | Raffaele Gareri | 1 756   | 22,22   | L’Isola che vorrei     | 1 719 | 22,62 | 1     |
| Seggio di coalizione          | Seggio di coalizione                | Seggio di coalizione | Raffaele Gareri | 1 756   | 22,22   | 1                      |       |       |       |
| Totale                        | Totale                              | 6 473                | 100             | 7 904   | 100     |                        | 7 598 | 100   | 16    |
|                               |                                     |                      |                 |         |         |                        |       |       |       |
| Fonte: Ministero dell'interno |                                     |                      |                 |         |         |                        |       |       |       |

## Provincia di Reggio Calabria

### Gioia Tauro
| Candidati                     | Candidati               | II turno             | II turno         | I turno | I turno | Liste                                 | Voti  | %     | Seggi |
| Candidati                     | Candidati               | Voti                 | %                | Voti    | %       | Liste                                 | Voti  | %     | Seggi |
| ----------------------------- | ----------------------- | -------------------- | ---------------- | ------- | ------- | ------------------------------------- | ----- | ----- | ----- |
|                               | Aldo Alessio ✔️ Sindaco | 4 975                | 58,19            | 4 426   | 44,71   | Avanti Tutta!                         | 2 285 | 24,12 | 5     |
| La Città Futura               | Aldo Alessio ✔️ Sindaco | 4 975                | 58,19            | 4 426   | 44,71   | 1 994                                 | 21,05 | 5     |       |
|                               | Raffaele D'Agostino     | 3 575                | 41,81            | 2 428   | 24,53   | Unione di Centro                      | 1 207 | 12,74 | 1     |
| Gioia Tauro ci Lega           | Raffaele D'Agostino     | 3 575                | 41,81            | 2 428   | 24,53   | 1 050                                 | 11,08 | 1     |       |
| Seggio di coalizione          | Seggio di coalizione    | Seggio di coalizione | 41,81            | 2 428   | 24,53   | 1                                     |       |       |       |
|                               | Natale Cangemi          | Natale Cangemi       | Natale Cangemi   | 2 303   | 23,26   | InnovaGioia                           | 1 520 | 16,04 | 1     |
| SiamoGioia                    | Natale Cangemi          | Natale Cangemi       | Natale Cangemi   | 2 303   | 23,26   | 776                                   | 8,19  | 1     |       |
| Seggio di coalizione          | Seggio di coalizione    | Seggio di coalizione | Natale Cangemi   | 2 303   | 23,26   | 1                                     |       |       |       |
|                               | Nicola Zagarella        | Nicola Zagarella     | Nicola Zagarella | 461     | 4,66    | Partecipazione e Democrazia           | 418   | 4,41  | –     |
|                               | Diego Fusaro            | Diego Fusaro         | Diego Fusaro     | 281     | 2,84    | Risorgimento Meridionale per l'Italia | 224   | 2,36  | –     |
| Totale                        | Totale                  | 8 550                | 100              | 9 899   | 100     |                                       | 9 474 | 100   | 16    |
|                               |                         |                      |                  |         |         |                                       |       |       |       |
| Fonte: Ministero dell'interno |                         |                      |                  |         |         |                                       |       |       |       |

## Provincia di Vibo Valentia

### Vibo Valentia
|                               | Maria Limardo ✔️ Sindaca | 11 219               | 59,54 | Forza Italia       | 3 415  | 18,22 | 6  |  |  |
| Città Futura                  | Maria Limardo ✔️ Sindaca | 11 219               | 59,54 | 2 495              | 13,31  | 5     |    |  |  |
| Forza VV Porto Santa Venere   | Maria Limardo ✔️ Sindaca | 11 219               | 59,54 | 1 344              | 7,17   | 2     |    |  |  |
| Rinasci Vibo                  | Maria Limardo ✔️ Sindaca | 11 219               | 59,54 | 1 281              | 6,83   | 2     |    |  |  |
| Fratelli d'Italia             | Maria Limardo ✔️ Sindaca | 11 219               | 59,54 | 1 224              | 6,53   | 2     |    |  |  |
| Per Vibo Con Vibo             | Maria Limardo ✔️ Sindaca | 11 219               | 59,54 | 1 187              | 6,33   | 2     |    |  |  |
| Vibo Valentia da Vivere       | Maria Limardo ✔️ Sindaca | 11 219               | 59,54 | 708                | 3,78   | 1     |    |  |  |
| Servire Vibo                  | Maria Limardo ✔️ Sindaca | 11 219               | 59,54 | 629                | 3,36   | 1     |    |  |  |
|                               | Stefano Luciano          | 5 312                | 28,19 | Vibo Unica         | 1 782  | 9,51  | 3  |  |  |
| Partito Democratico           | Stefano Luciano          | 5 312                | 28,19 | 1 594              | 8,50   | 3     |    |  |  |
| Concretezza                   | Stefano Luciano          | 5 312                | 28,19 | 803                | 4,28   | 1     |    |  |  |
| Vibo Prima di Tutto           | Stefano Luciano          | 5 312                | 28,19 | 632                | 3,37   | 1     |    |  |  |
| Avanti Vibo                   | Stefano Luciano          | 5 312                | 28,19 | 165                | 0,88   | –     |    |  |  |
| Legati al Territorio          | Stefano Luciano          | 5 312                | 28,19 | 127                | 0,68   | –     |    |  |  |
| Seggio di coalizione          | Seggio di coalizione     | Seggio di coalizione | 28,19 | 1                  |        |       |    |  |  |
|                               | Domenico Santoro         | 1 900                | 10,08 | Movimento 5 Stelle | 1 125  | 6,00  | 1  |  |  |
| Seggio di coalizione          | Seggio di coalizione     | Seggio di coalizione | 10,08 | 1                  |        |       |    |  |  |
|                               | Francesco Belsito        | 412                  | 2,19  | Fare!              | 245    | 1,31  | –  |  |  |
| Totale                        | Totale                   | 18 843               | 100   |                    | 18 747 | 100   | 32 |  |  |
|                               |                          |                      |       |                    |        |       |    |  |  |
| Fonte: Ministero dell'interno |                          |                      |       |                    |        |       |    |  |  |